# Tetralobus rondanii
Tetralobus rondanii is een keversoort uit de familie kniptorren (Elateridae). De wetenschappelijke naam van de soort is voor het eerst geldig gepubliceerd in 1849 door Bertoloni.